# 장융창
장융창(중국어 정체자: 江永昌, 병음: Jiāng Yôngchāng, 1969년 10월 22일 ~ )은 타이완의 정치인이다. 2016년 신베이시 제8선거구의 입법위원으로 당선된다.